# Distrito de Ramanathapuram
Ramanathapuram (en Tamil; இராமநாதபுரம் மாவட்டம் ) es un distrito de India, en el estado de Tamil Nadu .
Comprende una superficie de 4 129 km².
El centro administrativo es la ciudad de Ramanathapuram.

## Demografía
Según censo 2011 contaba con una población total de 1 353 445 habitantes.